# Petro Danylczuk
Petro Andrijowycz Danylczuk, ukr. Петро Андрійович Данильчук, ros. Пётр Андреевич Данильчук, Piotr Andriejewicz Danilczuk (ur. 10 lutego 1940 we wsi Podwysoka, w obwodzie iwanofrankowski, Ukraińska SRR, zm. 5 maja 2008 we Lwowie) – ukraiński piłkarz, grający na pozycji lewego obrońcy.

## Kariera piłkarska

### Kariera klubowa
Wychowanek klubu Spartak Stanisławów, w barwach którego w 1959 rozpoczął karierę piłkarską. W latach 1964–1966 służył w wojskowej drużynie SKA Lwów. Potem do 1972 bronił barw lwowskich Karpat, który od 1971 uczestniczył w rozgrywkach Wysszej Ligi Mistrzostw ZSRR. W 1973 zakończył karierę piłkarską w klubie Szachtar Czerwonogród. Jeszcze w latach 1974-1975 występował w amatorskiej drużynie Kineskop Lwów. 5 maja 2008 zmarł we Lwowie w wieku 68 lat.

## Sukcesy i odznaczenia

### Sukcesy klubowe
- mistrz Pierwoj Ligi ZSRR: 1970
- zdobywca Pucharu ZSRR: 1969

### Odznaczenia
- tytuł Mistrza Sportu ZSRR: 1967